# 貝克特里

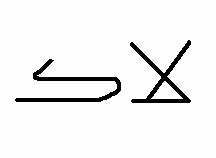
貝克特里部族的塔木加圖騰

貝克特里，是烏古斯人部落，他們的後裔多生活在土庫曼斯坦的巴爾坎州和列巴普州和阿富汗北部，土庫曼人的埃薩里部落也是他們的後裔。

## 起源
根據希瓦汗國阿布勒哈兹·巴哈杜尔汗的歷史著作<土庫曼人世系>的說法，貝克特里出自烏古斯可汗三子裕勒都斯(星)，部落的名字翻譯為“信譽良好”。

## 聯繫
花剌子模的阿努什的斤家族是由1077年至1231年統治中亞大部分地區的王朝，源於貝克特里部。埃及的馬木路克王朝蘇丹忽禿思(從1259年至1260年統治埃及)，也被廣泛認為是來自此部落。
在中世紀，一大批貝克特里烏古斯人從中亞移居到現代伊朗，阿塞拜疆和土耳其。在阿塞拜疆和土耳其，仍然有一些地名被稱為貝克特里。